# House of Balloons
House of Balloons é a mixtape de estreia do cantor canadense the Weeknd. Foi lançada como um download gratuito em 21 de março de 2011 pela gravadora XO, sendo também disponibilizada no site oficial do artista. Suas músicas incorporam gêneros eletrônicos e urbanos, incluindo R&B, soul, trip hop, indie rock e dream pop. A produção das faixas ficou a cargo dos canadenses Doc Mckinney, Zodiac e Illangelo, entre outros.
Em setembro de 2013, The Weeknd revelou que a "casa dos balões" — que deu origem ao título do projeto — é um lugar real, localizado no número 65 da Spencer Avenue, em Toronto.

## Divulgação
A canção "High for This" foi escolhida para aparecer na promoção para a última temporada da série Entourage do canal de televisão pago HBO em julho de 2011. Em 24 de novembro de 2011, o primeiro videoclipe oficial de The Weeknd, para a canção "The Knowing" foi lançado em sua página no Vimeo. A canção foi inicialmente lançada em House of Balloons e o videoclipe foi dirigido pelo cineasta francês Mikael Colombu, que também já trabalhou com Cee Lo Green.

## Recepção da crítica
| Críticas profissionais | Críticas profissionais |
| Pontuações agregadas   | Pontuações agregadas   |
| Fonte                  | Avaliação              |
| ---------------------- | ---------------------- |
| Metacritic             | 87/100                 |
| Avaliações da crítica  |                        |
| Fonte                  | Avaliação              |
| AllMusic               | [ 7 ]                  |
| The A.V. Club          | B+                     |
| Consequence of Sound   | B                      |
| Drowned in Sound       | 8/10                   |
| Fact                   | 4/5                    |
| Now                    | 4/5                    |
| Pitchfork              | 8.5/10                 |
| PopMatters             | 9/10                   |
| Rolling Stone          | [ 15 ]                 |

Em seu lançamento, House of Balloons recebeu avaliações favoráveis da crítica especializada. No Metacritic, que atribui uma classificação normalizada até 100 a comentários de críticos, o álbum conseguiu uma pontuação de 87, indicando "aclamação universal", com base em 16 críticas. Sean Fennessey do The Village Voice, ficou impressionado com a mixtape, chamando-a de "paciente, por vezes linda e consistentemente sórdida".[carece de fontes?] Maegan McGregor do Exclaim! declarou que House Of Balloons "facilmente se destaca como um dos melhores álbuns do ano até agora, hispter, top 40 ou algo do tipo." Tom Ewing do The Guardian sentiu que enquanto os vocais e composições de The Weeknd "não são especialmente fortes para os padrões de R&B," muita da atenção dada ao álbum foi atraída por seu forte comando de ânimos. Em uma entrevista ao MSN Music, Robert Christgau deu ao álbum uma menção-honrosa de três estrelas (), que indica "um esforço agradável, consumidores em sintonia com sua visão estética ou individual podem gostar."

## Lista de faixas
| N.º            | Título                                  | Compositor(es)                                                                                        | Produtor(es)              | Duração |  |
| 1.             | "High for This"                         | Abel Tesfaye, Adrien Gough, Henry Walter                                                              | Dream Machine             | 4:07    |  |
| 2.             | "What You Need"                         | Tesfaye, Jeremy Rose                                                                                  | Rose The Weeknd           | 3:26    |  |
| 3.             | "House of Balloons / Glass Table Girls" | Tesfaye, Martin McKinney, Carlo Montagnese, Susan Ballion, Peter Clarke, John McGeoch, Steven Severin | Doc McKinney Illangelo    | 6:47    |  |
| 4.             | "The Morning"                           | Tesfaye, McKinney, Montagnese                                                                         | Doc McKinney, Illangelo   | 5:15    |  |
| 5.             | "Wicked Games"                          | Tesfaye, McKinney, Montagnese, Rainer Millar Blancheur                                                | Doc McKinney Illangelo    | 5:25    |  |
| 6.             | "The Party & The After Party"           | Tesfaye, Rose, Blanchaer, Victoria Legrand, Alex Scally                                               | Rose The Weeknd Blanchaer | 7:39    |  |
| 7.             | "Coming Down"                           | Tesfaye, McKinney, Montagnese                                                                         | Doc McKinney Illangelo    | 4:55    |  |
| 8.             | "Loft Music"                            | Tesfaye, Rose, Legrand, Scally                                                                        | Rose The Weeknd           | 6:04    |  |
| 9.             | "The Knowing"                           | Tesfaye, McKinney, Montagnese, Elizabeth Fraser, Robin Guthrie, Simon Raymonde                        | Doc McKinney Illangelo    | 5:41    |  |
| Duração total: | Duração total:                          | Duração total:                                                                                        | Duração total:            | 49:34   |  |

| Relançamento de 2012 |                |                             |                    |         |  |
| N.º                  | Título         | Compositor(es)              | Produtor(es)       | Duração |  |
| 10.                  | "Twenty Eight" | Tesfaye McKinney Montagnese | McKinney Illangelo | 4:18    |  |
| Duração total:       | Duração total: | Duração total:              | Duração total:     | 53:27   |  |

Notas
- "House of Balloons / Glass Table Girls" contém amostras de "Happy House" interpretada por Siouxsie and the Banshees.
- "The Party & The After Party" contém amostras de "Master of None" interpretada por Beach House.
- "Loft Music" contém amostras de "Gila" interpretada por Beach House.
- "The Knowing" contem amostras de "Cherry Coloured Funk" interpretada por Cocteau Twins.
- Na versão original da mixtape, publicada na internet, "What You Need" continha amostras de "Rock the Boat" interpretada por Aaliyah.